# Serie A 1992-1993 (calcio a 5)
Il decimo campionato italiano di calcio a 5 si svolse durante la stagione 1992/1993 e vide ancora una modifica della formula per stabilire i Campioni d'Italia: consolidata la tradizione del girone unico a diciotto squadre, nella seconda fase il regolamento prevedeva l'ammissione delle prime due classificate della Serie A direttamente alle semifinali per il titolo, mentre le successive quattro (dal 3º al 6º posto) e le due vincitrici del turno preliminare tra le vincitrici dei gironi di Serie B, erano chiamate a disputare due mini gironi da tre squadre per qualificare le rimanenti due semifinaliste. La poule e la fase finale si svolse a Roma dal 12 luglio al 19 luglio 1993; la finale fu disputata in gara unica.
La Regione Lazio impone sul campionato un dominio imbarazzante: Roma continua a rappresentare il fulcro del calcio a 5 italiano nonostante la nuova esclusione dalla fase finale per i quattro volte scudettati della Roma RCB, a sostituirla degnamente ci sono Ladispoli, Ericsson Sielte e BNL. La classifica finale conferma Verona come prima pretendente non laziale, che sfiora la semifinale, battuta solo nello spareggio dai bancari della BNL. Come vincitrici della serie B partecipano ai play-off il Tonini JM Roma e l'Avezzano C5. La finale, giocata al Foro Italico davanti a 3.500 spettatori, vede il Torrino Sporting Club Calcio a 5 allenato dal giovane tecnico Alessandro Nuccorini imporsi sulla BNL grazie alle reti di Ivano Roma, Gabriele Caleca e Andrea Rubei (terzo nella classifica finale dei marcatori con 38 gol).

## Stagione regolare
| Pos. | Squadra              | Pt |
| ---- | -------------------- | -- |
| 1.   | Ladispoli            | 53 |
| 2.   | Torrino SC           | 52 |
| 3.   | Ericsson Sielte Roma | 50 |
| 4.   | Nuova Hellas Verona  | 47 |
| 5.   | BNL Calcetto         | 45 |
| 6.   | Holding Club Bologna | 44 |
| 7.   | Ivicor Pro Ficuzza   | 42 |
| 8.   | Fiumicino            | 38 |
| 9.   | Camel Vigna Stelluti | 32 |
| 10.  | Marino Calcetto      | 30 |
| 11.  | Roma RCB Ermini      | 29 |
| 12.  | Delfino Cagliari     | 28 |
| 13.  | Virtus Pescara       | 24 |
| 14.  | Città di Palermo     | 21 |
| 15.  | Pro Calcetto         | 18 |
| 16.  | Cosenza              | 18 |
| 17.  | Settimo Torinese 91  | 5  |
| 18.  | Cesana               | 1  |

## Play-off

### Turno preliminare
| Augusta 19 giugno 1993, ore 16:00 CEST | Augusta | 3 – 5 (?-?) | Roma JM | PalaJonio |

| 1993, ore --:-- CEST | Avezzano | – (?-?) | Palmanova |  |

### Poule finale

#### Girone A

##### Classifica
|  | Squadra         | P.ti | V | P | S | GF | GS | DR |
|  | --------------- | ---- | - | - | - | -- | -- | -- |
|  | Ericsson Sielte | 4    | 1 | 1 | 0 | 8  | 4  | +4 |
|  | Bologna         | 2    | 1 | 0 | 1 | 8  | 7  | +1 |
|  | Avezzano        | 0    | 0 | 0 | 2 | 6  | 11 | -5 |
|  |                 |      |   |   |   |    |    |    |

##### Risultati
- Holding Bologna - Avezzano C5 6-4
- Avezzano C5 - Ericsson Sielte Roma 2-5
- Ericsson Sielte Roma - Holding Bologna 3-2

#### Girone B

##### Classifica
|  | Squadra       | P.ti | V | P | S | GF | GS | DR |
|  | ------------- | ---- | - | - | - | -- | -- | -- |
|  | BNL Roma      | 3    | 1 | 1 | 0 | 4  | 3  | +1 |
|  | Hellas Verona | 3    | 1 | 1 | 0 | 3  | 2  | +1 |
|  | Roma JM       | 0    | 0 | 0 | 2 | 3  | 5  | -2 |
|  |               |      |   |   |   |    |    |    |

##### Risultati
- BNL Roma - Tonini JM Roma 3-2
- Tonini JM Roma - Nuova Hellas Verona 1-2
- Nuova Hellas Verona - BNL Roma 1-1
- Spareggio: BNL Roma - Nuova Hellas Verona 3-2

#### Semifinali

##### Andata
| Roma ? 1993, ore --:-- CEST | Ladispoli | 3 – 3 (?-?) | BNL Roma | ? |

| Roma ? 1993, ore --:-- CEST | Torrino                                       | 2 – 1 (?-?) | Ericsson Sielte | ?\| Arbitri: \| Roberto Monti (Forlì) Marcello Greggi (Forlì) \| |
| Arbitri:                    | Roberto Monti (Forlì) Marcello Greggi (Forlì) |             |                 |                                                                  |

##### Ritorno
| Roma ? 1993, ore --:-- CEST | BNL Roma | 2 – 1 (?-?) | Ladispoli |  |

| Roma ? 1993, ore --:-- CEST | Ericsson Sielte      | ? – ? (?-?) | Torrino | ? |
| Tiri di rigore 8 – 7        |                      |             |         |   |
|                             |                      |             |         |   |
|                             | Tiri di rigore 8 – 7 |             |         |   |

##### Ripetizione
L'incontro di ritorno tra Torrino ed Ericsson Sielte fu ripetuto a causa di un errore tecnico.
| Roma ? 1993, ore --:-- CEST | Ericsson Sielte | 1 – 2 (?-?) | Torrino | ? |

#### Finale
| Roma 19 luglio 1993, ore --:-- CEST | Torrino                   | 3 – 0 (?-?) | BNL Roma | ?\| Arbitro: \| Federico Carraro (Verona) \| |
| Arbitro:                            | Federico Carraro (Verona) |             |          |                                              |

## Supercoppa italiana
La prima edizione della Supercoppa Italiana si è svolta tra i Campioni d'Italia del Gruppo Sportivo BNL e il Torrino, detentore della Coppa Italia. La coppa è stata vinta dalla BNL.